# Мейсон, Роберт
Роберт К. Мейсон (англ. Robert С. Mason, род. 20 марта 1942 года) — американский военный летчик и писатель, автор воспоминаний о войне во Вьетнаме.

## Биография
Мейсон родился в семье фермера и с детства мечтал о карьере летчика, для чего ещё в последних классах школы получил навыки и лицензию пилота-любителя. После окончания школы Мейсон некоторое время учился во Флоридском университете, но оставил его и некоторое время путешествовал по США.
Пройдя курс начальной армейской подготовки, Мейсон в 1964 году поступил в вертолетную школу Армии США в Форт Уолтерс, где прошел теоретическую подготовку на пилота вертолета и первые полеты на вертолете «Хиллер» OH-23. Затем подготовка продолжилась в Форт-Ракер, где Мейсона обучали практическим навыкам пилотирования на вертолетах «Сикорский» H-19 и «Белл» UH-1 «Ирокез». В мае 1965 года Мейсон был произведен в чин уорент-офицера и назначен служить транспортную вертолетную часть в Форт-Бельвуар (Виргиния).
Уже вскоре после начала службы в Форт-Бельвуар, Мейсон получил назначение в Форт-Беннинг, где была расквартирована 11-я экспериментальная воздушно-штурмовая дивизия, вскоре (перед отправкой во Вьетнам) получившая название 1-й Кавалерийской дивизии (аэромобильной). В Форт-Беннинг Мейсон прошел ещё один краткий курс подготовки и был определен в роту B 229-й вертолетно-штурмовой батальон 1-й Кавалерийской дивизии. В сентябре 1965 года дивизия была переброшена на театр боевых действий во Вьетнам. Часть, в которой служил Мейсон, была доставлена во Вьетнам на борту авианосца «Кроатан». 1-я Кавалерийская дивизия была расквартирована в базовом лагере Кэмп-Рэдклифф в районе Анкхе на Центральном плоскогорье Южного Вьетнама (тактическая зона II корпуса Южновьетнамской армии).
Во Вьетнаме Мейсон активно участвовал в боевых действиях, совершив несколько сотен боевых вылетов на «Белл» UH-1 «Ирокез», называемом также «Хьюи». В октябре-ноябре 1965 года 1-я Кавалерийская дивизия (аэромобильная) участвовала в одном из самых известных сражений Вьетнамской войны — битве в долине Йа-Дранг. В этом сражении, как и в последующие месяцы вертолет Мейсона выполнял различного рода боевые задачи, включая высадку десанта, эвакуацию войск, раненых и убитых, функцию связи, координации наземных действий и др.
В мае 1966 года Мейсон был переведен в 49 авиационную роту, базировавшуюся на авиабазе Фанранг. В дальнейшем рота принимала участие в боевых действиях в составе 101-й воздушно-десантной дивизии. По истечении года службы Мейсон стал пилотом-инструктором, однако вскоре после этого вернулся в США и оставил военную службу по состоянию здоровья — у него было диагностировано посттравматическое стрессовое расстройство, явившееся следствием боевой службы во Вьетнаме.
Начиная с 1979 года Мейсон начал работать над книгой мемуаров о его службе в Армии США и, в частности, войне во Вьетнаме, получившей название «Chickenhawk» («Цыпленок и ястреб»). После издания этой книги (1983 год) Мейсон получил известность как писатель. В следующие годы он написал ещё три книги.
В 1981 году Мейсон был арестован за попытку контрабанды марихуаны из Колумбии и осужден к тюремному заключению. Тюремный срок начинающий писатель отбывал с августа 1983 по май 1985 года. Начало срока совпало с выходом в свет воспоминаний, и трагически складывающаяся судьба автора немало поспособствовала продажам книги.

## Сочинения
1. «Chickenhawk» («Трусливый ястреб»)[англ.] — 1983 год.
2. «Weapon» («Оружие»)[англ.] — 1989 год. Книга экранизирована в 1996 году (фильм назван по названию второй книги серии — «Solo»).
3. «Solo» («В одиночку»)[англ.] — 1992 год.
4. «Chickenhawk: Back in the World. Life After Vietnam» («Трусливый ястреб: Возвращение в мир. Жизнь после Вьетнама») — 1993 год.